# Francesco Giarratana
Francesco Giarratana, al secolo Vincenzo Giarratana (Caltanissetta, 4 dicembre 1570 – Caltanissetta, 4 dicembre 1645), è stato un frate cappuccino. A lui si deve il culto di San Michele a Caltanissetta.

## Biografia
Figlio di Francesco Giarratana e Laura Grassotto, prese l'abito cappuccino nel 1588 ad Agrigento e fece il noviziato a Sciacca.
Nel 1625, durante l'epidemia di peste che imperversava in tutta Europa, ebbe in visione l'Arcangelo che impediva l'ingresso a Caltanissetta di un appestato, confinandolo a morire in una grotta subito fuori dalla porta dei Cappuccini ed evitando pertanto che la malattia si diffondesse dentro le mura. Il cadavere di un uomo recante i segni della malattia fu effettivamente ritrovato nel luogo indicato da fra Giarratana, e appurata la natura miracolosa dell'evento, il Magistrato della città proclamò san Michele patrono di Caltanissetta e sulla grotta luogo del miracolo venne costruita una piccola chiesa. La venerazione del santo tuttavia nel tempo andò scemando fino al 1837, allorché Caltanissetta fu risparmiata dall'epidemia di colera che dilagava in Sicilia: l'evento fu interpretato come un nuovo miracolo di san Michele e la devozione riprese con vigore e continua fino al presente; fu in quell'occasione che la chiesetta fu ricostruita assumendo l'aspetto attuale (chiesa e convento di San Michele).
Morì a Caltanissetta il giorno del suo 75º compleanno.

### Devozione popolare
Oltre alle apparizioni di san Michele, di fra Giarratana vengono tramandati anche altri eventi miracolosi, tra cui la guarigione di alcune persone ferite o ammalate, e un episodio in cui lo si vide domare una leonessa appartenente a un nobile, che era scappata e vagava per le vie di Caltanissetta. Dopo la sua morte, fu oggetto di devozione popolare, tanto che ad alcune reliquie, tra cui il suo bastone, furono attribuiti poteri curativi.
Gli è stata intitolata una via a Caltanissetta, nei pressi della chiesa di San Michele.